# Dulski (herb baronowski)
Dulski − polski herb szlachecki, baronowska odmiana herbu Przegonia.

## Opis herbu
Opis z wykorzystaniem klasycznych zasad blazonowania:
W polu czerwonym między barkami dwóch półksiężyców złotych miecz srebrny z rękojeścią złotą. Nad tarczą korona baronowska o pięciu perłach, opleciona sznurem pereł. Nad nią hełm w koronie z klejnotem: pół smoka wyskakującego, zielonego, ziejącego płomieniem, na którym godło. Labry: czerwone, podbite złotem.

## Najwcześniejsze wzmianki
Nadany z galicyjskim tytułem baronowskim 29 października 1782 freiherrowi Walentynowi de Praegonia-Dulskiemu z predykatem wohlgeboren (wielmożny). Podstawą nadania tytułu było pełnienie urzędu łowczego trembowelskiego.

## Herbowni
Jedna rodzina herbownych:
freiherr von Praegonia-Dulski.